# Чувай (Перемишль)
«Чу́вай Пере́мишль» (пол. Czuwaj Przemyśl) — професіональний польський футбольний клуб з міста Перемишль.

## Історія
Колишні назви:
- 1918: ГКС Чувай Перемишль (пол. HKS [Harcerski Klub Sportowy] Czuwaj Przemyśl)
- 1922: офіційна реєстрація
- 1947: ККС Колеяж Перемишль (пол. KKS [Kolejowy Klub Sportowy] Kolejarz Przemyśl)
- 1955: ККС Чувай Перемишль (пол. KKS Czuwaj Przemyśl)
- 1999: КС Чувай Перемишль (пол. MKS [Klub Sportowy] Czuwaj Przemyśl)

30 березня 1918 року був організований спортивний клуб, який отримав назву «„Чувай“ Перемишль». У клубі діяла секція футболу, хокею та інших видів спорту. Через польсько-більшовицьку війну тільки 5 березня 1922 року відбулася його офіційна реєстрація. В міжвоєнному періоді команда грала у львівській окружній (другій) лізі. У 1936 році команда зайняла 2-е місце у львівській окружній лізі.
Після Другої світової війни клуб відновив діяльність. У 1947 році рішенням польських влад багато клубів розформовано і організовано галузеві клуби на зразок радянських команд. «Чувай» був приписаний до залізничної промисловості і перейменований на «Колеяж Перемишль». У 1950 році «Колеяж» здобув путівку до II ліги чемпіонату Польщі, посівши 9-е місце у східній групі і спав до окружної ліги.
У 1955 році повернено історичну назву «Чувай Перемишль». Потім клуб змагався лише у нижчих лігах. У сезоні 1997/1998 клуб знову грав у II лізі, але без успіху. У 1999 році клуб був спочатку розформований, але швидко відновлений.

## Титули та досягнення
- Чемпіонат Польщі:
  - срібний призер у львівській окружній (II) лізі: 1936
  - 9 місце у східній групі II ліги: 1950